# Pittsburgh Tribune-Review
O Pittsburgh Tribune-Review é um jornal da região metropolitana de Pittsburgh, Pensilvânia, Estados Unidos.